# Jana Berkovcová
Jana Berkovcová (* 24. října 1969) je česká politička, od října 2021 poslankyně Poslanecké sněmovny PČR, od roku 2016 zastupitelka Královéhradeckého kraje (navíc od roku 2024 náměstkyně hejtmana), od roku 2022 zastupitelka a radní Nového Města nad Metují, členka hnutí ANO 2011.

## Život
Působila v Národním pedagogickém institutu ČR jako vedoucí krajského centra Hradec Králové.
Jana Berkovcová žije ve městě Nové Město nad Metují na Náchodsku.

## Politické působení
V lednu 2016 vstoupila do hnutí ANO 2011, předsedá místnímu sdružení hnutí v Novém Městě nad Metují.
V krajských volbách v roce 2016 byla za hnutí ANO 2011 zvolena zastupitelkou Královéhradeckého kraje. Ve volbách v roce 2020 mandát obhájila. Je členkou Výboru pro výchovu a vzdělávání a Výboru pro sport a tělovýchovu KHK.
Ve volbách do Poslanecké sněmovny PČR v roce 2021 kandidovala za hnutí ANO 2011 v Královéhradeckém kraji a byla zvolena poslankyní. V Poslanecké sněmovně působí ve Výboru pro vědu, vzdělávání, kulturu, mládež a tělovýchovu a ve Výboru pro evropské záležitosti.
V komunálních volbách v roce 2022 kandidovala jako členka hnutí ANO 2011 do zastupitelstva Nového Města nad Metují z 2. místa kandidátky subjektu „Za Nové Město“ (tj. ČSSD a nezávislí kandidáti). Mandát zastupitelky města se jí podařilo získat. Dne 20. října 2022 byla zvolena radní Nového Města nad Metují.
V krajských volbách v roce 2024 obhájila jako členka hnutí ANO post zastupitelky Královéhradeckého kraje. Na začátku listopadu 2024 se pak stala 2. náměstkyní hejtmana pro oblast školství a sportu.
Ve volbách do Poslanecké sněmovny PČR v roce 2025 je lídryní hnutí ANO v Královéhradeckém kraji.